# Vela en los Juegos Suramericanos de Playa: Snipe
La clase Snipe ha sido embarcación de competición de vela ligera de dos tripulantes en los Juegos Suramericanos de Playa desde la primera edición en 2009, tanto en modalidad masculina, como femenina, open y mixta.

## Resultados
- Vela en los Juegos Suramericanos de Playa 2009

| Evento          | Oro                                     | Plata                                   | Bronce                       |
| --------------- | --------------------------------------- | --------------------------------------- | ---------------------------- |
| Snipe masculino | Bruno Bethlem de Amorim Gabriel Kieling | Adrián Marcatelli Francisco Bonaventura | Pablo Defazio Mandredo Fink  |
| Snipe femenino  | Juliana Motta Viviane Beghin            | María Emilia Tato Alexandra Bugge       | Judith Agusti Beatriz Agusti |

- Vela en los Juegos Suramericanos de Playa 2011

| Evento          | Oro                                                | Plata                                           | Bronce                        |
| --------------- | -------------------------------------------------- | ----------------------------------------------- | ----------------------------- |
| Snipe masculino | Alexandre Tinoco do Amaral Gabriel Portilho Borges | Luis Soubié Diego Lypszyc                       | Federico Waksman Paolo Sassi  |
| Snipe femenino  | Beatriz Agusti Judith Agusti                       | María José Cucalón Ramírez Andrea Collins Pinto | Juliana Duque Manuela Pereira |

- Vela en los Juegos Suramericanos de Playa 2014

| Evento     | Oro                          | Plata                             | Bronce                                                   |
| ---------- | ---------------------------- | --------------------------------- | -------------------------------------------------------- |
| Snipe Open | Pablo Defazio Mariana Foglia | Lucas Mattos de Siqueira Mesquita | Julio David Silva Gutiérrez Rafael Chirinos Guevara Marx |

- Vela en los Juegos Suramericanos de Playa 2019

| Evento      | Oro                                                   | Plata                                     | Bronce                             |
| ----------- | ----------------------------------------------------- | ----------------------------------------- | ---------------------------------- |
| Snipe mixto | María Jesús Seguel Tagle Matías Clemente Seguel Tagle | Ricardo Fabini Florencia Parnizari Sommer | Federico Buiatti Florencia Buiatti |

- Vela en los Juegos Suramericanos de Playa de 2023: Snipe

| Evento      | Oro                            | Plata                                            | Bronce                       |
| ----------- | ------------------------------ | ------------------------------------------------ | ---------------------------- |
| Snipe mixto | Julio Alsogaray Malena Sciarra | Ismael Muelle Macchiavello Alessia Zavala Valdez | Pablo Defazio Mariana Foglia |